# 710
710 (DCCX) fue un año común comenzado en miércoles del calendario juliano, en vigor en aquella fecha.

## Acontecimientos
- Rodrigo, duque de Bética es proclamado rey visigodo; los vitizanos, partidarios de Aquila, llaman en su ayuda a los musulmanes del norte de África.
- Heijō-kyō (Nara) se convierte en la primera capital permanente, siguiendo el modelo de la ciudad china de Chang'an.

## Nacimientos
- Lioba, religiosa anglosajona.

## Fallecimientos
- Witiza, rey de los visigodos.